# Manifesto em Defesa da Língua Portuguesa
O Manifesto em Defesa da Língua Portuguesa Contra o Acordo Ortográfico é uma petição on-line contra o Acordo Ortográfico da Língua Portuguesa de 1990 (AOLP) que, entre Maio de 2008 (data do início) e Maio de 2009 (data da apreciação pelo Parlamento), recolheu mais de 115 mil assinaturas válidas. O Manifesto continua activo e conta com mais de 121 mil assinaturas (Julho de 2009).
A Petição/Manifesto foi originalmente subscrita por figuras de destaque do panorama político, cultural e científico português, tendo rapidamente granjeado o apoio de figuras cimeiras da sociedade portuguesa, provenientes de diversos quadrantes políticos e profissionais, e constituindo o único movimento cívico e apartidário e com um número significativo de adesões que se manifesta em Portugal contra a aplicação do AOLP.
Trata-se de uma iniciativa cívica inédita em Portugal: a Petição/Manifesto versa um assunto de ordem cultural e educacional que concitou rapidamente — sem recurso a uma estrutura organizada (partidária, sindical, associativa ou ONG), sem contratação de recursos humanos, sem publicidade paga e sem campanha de recolha de fundos — a adesão de milhares de cidadãos. Outras petições on-line contra e a favor do Acordo não atingiram a mesma quantidade de assinaturas ou a mesma repercussão mediática.

## Marcos cronológicos
A Petição/Manifesto foi colocada em linha a 2 de Maio de 2008 e é dirigida ao Presidente da República Portuguesa, ao Presidente da Assembleia da República Portuguesa e ao Primeiro-Ministro de Portugal.
A 8 de Maio 2008, a petição (juntamente com as primeiras 17 300 assinaturas) foi entregue em mão ao Presidente da Assembleia da República por um grupo de signatários. 
A Maio de 2008, Evanildo Bechara, académico de número da Academia Brasileira de Letras e promotor do AOLP no Brasil, divulgou um manifesto intitulado “Considerações em torno do MANIFESTO-PETIÇÃO dirigido ao senhor Presidente da República e aos Membros da Assembléia [sic, com acento] da República contra o Novo Acordo Ortográfico de 1990”, no âmbito do 3.º Encontro Açoriano da Lusofonia (Lagoa, S. Miguel, Açores, 8 a 11 de Maio de 2008).
No Manifesto Bechara, que foi subscrito por João Malaca Casteleiro, académico de número da Academia das Ciências de Lisboa e co-autor do AOLP, e por 34 outros professores presentes, reconheceu-se explicitamente a existência de problemas graves no AOLP e que não poderia o mesmo constituir a base de uma norma ortográfica:
Citação: Manifesto Bechara escreveu: «Só num ponto concordamos, em parte, com os termos do Manifesto-Petição quando declara que o Acordo não tem condições para servir de base a uma proposta normativa, contendo imprecisões, erros e ambigüidades . Os doutos lingüistas da Universidade de Lisboa e professores de ambas as margens do Atlântico e especialistas das línguas africanas já apontaram falhas e sugestões. Mas isso tem ocorrido com todas as propostas de reforma, e elas são aceitas e adotadas mesmo assim, com promessas de melhorias no futuro. (...)» 
O Manifesto Bechara é, no entanto, omisso quanto à sede adequada para correcção das «imprecisões, erros e ambiguidades» do AOLP e não contém propostas de medidas concretas e prazos para a efectivação das correcções necessárias.
A 2 de Junho de 2008, quatro signatários foram recebidos durante cerca de uma hora pelo Presidente da República no Palácio de Belém, a quem fizeram entrega da petição, das assinaturas recebidas à data e de pareceres técnicos sobre o AOLP.  
A 18 de Julho de 2008, o Ministro da Cultura José Pinto Ribeiro recebeu no Palácio da Ajuda Vasco Graça Moura (co-autor e 1.º signatário da petição), António Emiliano (co-autor e 2.º signatário da petição) e José Nunes (depositário legal da petição). Ambas as partes reconheceram laconicamente que houve troca cordial de impressões, tendo o Ministro da Cultura manifestado, em nome do Governo, indisponibilidade para adiar ou suspender a entrada em vigor do Acordo. 
A apreciação e discussão da Petição em Defesa da Língua Portuguesa Contra o Acordo Ortográfico pela Comissão de Ética, Sociedade e Cultura da Assembleia da República teve lugar no dia 25 de Setembro de 2008. Vasco Graça Moura, Jorge Morais Barbosa, Maria Alzira Seixo e António Emiliano apresentaram argumentos e documentos adicionais no sentido de convencerem a Assembleia da República a determinar a suspensão da entrada em vigor do AOLP e a sua revisão. Dos 38 deputados da Comissão de Ética, Sociedade e Cultura da convocados pelo Deputado-Relator para comparecer na audição apenas um esteve presente, a Deputada e Vice-Presidente da Comissão, Teresa Portugal. A Deputada do PS Isabel Pires de Lima, ex-Ministra da Cultura, e Professora Catedrática da Faculdade de Letras da Universidade do Porto compareceu por “razões de interesse pessoal” na questão. 
O relatório do Deputado-Relator Feliciano Barreiras Duarte sobre a petição está disponível desde 13 de Abril de 2009 no sítio web da Assembleia da República.  
A Petição Manifesto em Defesa da Língua Portuguesa Contra o Acordo Ortográfico foi apreciada pelo Plenário da Assembleia da República em 20 de Maio de 2009 (em sessão transmitida em directo pelo canal AR/TV). De acordo com a tramitação normal das petições no Parlamento, a Petição/Manifesto foi arquivada com 113 206 assinaturas válidas, depois de todos os grupos parlamentares se terem sobre ela pronunciado.   
Na sessão plenária da Assembleia da República de 20/05/2009 o grupo parlamentar do Partido Socialista reiterou a posição do Governo relativamente à aplicação célere do Acordo, comunicou ao Parlamento que a incumbência de elaboração de um Vocabulário Ortográfico da Língua Portuguesa português tinha sido entregue ao Instituto de Linguística Teórica e Computacional e recomendou a adopção nas escolas do livro «Atual: O Novo Acordo Ortográfico – O que vai mudar na grafia do português.» de João Malaca Casteleiro e Pedro Dinis Correia (q.v. infra).
No próprio dia da apreciação da petição, o deputado socialista Luiz Fagundes Duarte, professor de Linguística da Universidade Nova de Lisboa, membro da Comissão de Educação e Ciência (8.ª Comissão Parlamentar) e signatário da petição, publicou o documento “Os Passos Perdidos... do Acordo Ortográfico”, no qual, para além de afirmar que não lhe foi permitido pronunciar-se, declarou:
Citação: Luiz Fagundes Duarte, deputado do PS escreveu: «Com efeito, não há, nem nunca houve, consenso em Portugal sobre a necessidade ou as vantagens da aplicação da reforma ortográfica contida no Acordo Ortográfico da Língua Portuguesa, e o facto de o próprio Acordo Ortográfico afirmar, nos seus considerandos preambulares, que “o texto do Acordo que ora [12 de Outubro de 1990] se aprova resulta de um aprofundado debate nos países signatários”, não corresponde à verdade, e no que concerne Portugal não há qualquer registo de uma tal discussão. (...)
Porém, contra o Acordo Ortográfico são conhecidos diversos pareceres de entidades e indivíduos idóneos, os quais, tendo sido solicitados pelas entidades competentes, foram por elas ignorados. Destaquem-se, de entre eles, os pareceres da Comissão Nacional da Língua Portuguesa, de 1989, da Direcção Geral do Ensino Básico e Secundário, de 1991, e do Departamento de Linguística da Faculdade de Letras de Lisboa, de 1987. Existe também um corpus vasto de muitas dezenas de artigos de opinião qualificada produzidos entre 1986 e 2009 por personalidades destacadas de diversos sectores da sociedade portuguesa.
O próprio Governo solicitou, em 2005, através do Instituto Camões e já depois de assinado o Segundo Protocolo Modificativo de 2004 do Acordo Ortográfico — matéria da Resolução da Assembleia da República agora aprovada —, pareceres a várias instituições: três desses pareceres (do Instituto de Linguística Teórica e Computacional, da Associação Portuguesa de Linguística, e do Departamento de Linguística da Faculdade de Letras da Universidade de Lisboa), são muito negativos, e apontam deficiências graves ao Acordo Ortográfico. Estes pareceres — de que só se teve conhecimento pela resposta, datada de 19 de Maio de 2008, a um requerimento da Deputada Zita Seabra, de 10 de Abril (n.º 334/X - 3.ª) — nunca foram devidamente considerados, ou foram mesmo ignorados, nas discussões que conduziram à aprovação do Acordo do Segundo Protocolo Modificativo ao Acordo Ortográfico.
Em contrapartida, apenas se conhecem dois documentos claramente favoráveis ao Acordo Ortográfico: a "Nota Explicativa" do próprio diploma, e um parecer da Academia das Ciências de Lisboa.
O primeiro, que é o único documento técnico que se conhece de carácter institucional e favorável ao Acordo Ortográfico, é a “Nota Explicativa do Acordo Ortográfico da Língua Portuguesa (1990)” (anexo II da Resolução da Assembleia da República, de 1991, que aprova o Acordo Ortográfico), que contém, para além de deficiências técnicas, lacunas graves, pois menciona estudos preliminares que ninguém conhece e não estão disponíveis. Nela, os autores do Acordo Ortográfico defendem, entre outras coisas improvadas, o baixo impacto das mudanças ortográficas propostas através de valores percentuais calculados a partir de uma lista de 110 000 palavras (de estrutura e composição desconhecidas) pertencentes ao …vocabulário geral da língua” (que não definem nem explicam), ignorando (a) as frequências das palavras afectadas em situações discursivas concretas e (b) a possibilidade de todas as palavras afectadas formarem combinatórias (lexias complexas) com outras, em termos complexos, designações complexas, fraseologias, locuções e colocações.
O segundo, que faz parte do conjunto de pareceres solicitados pelo Governo e identificados na resposta ao supracitado requerimento da Deputada Zita Seabra, é da autoria do Professor Malaca Casteleiro, autor do texto do Acordo sobre o qual emitiu o parecer favorável.
Conclui-se, deste modo, que as duas instituições portuguesas com capacidade para informarem adequadamente o Governo e o Parlamento sobre o teor do Acordo Ortográfico e as suas implicações — a saber, a Academia das Ciências de Lisboa e o Instituto Camões — não o fizeram de maneira responsável: ou emitiram juízo favorável em causa própria — a Academia das Ciências —, ou ignoraram ou ocultaram os pareceres que iam contra o que fora entendido como a posição "politicamente correcta" - o Instituto Camões.
Mais recentemente, foram apresentados a Sua Excelência ao Presidente da República, em audiência que o mesmo concedeu a um grupo dos signatários de uma das petições contra o Acordo Ortográfico, e que no dia 25 de Abril de 2009 já ultrapassava as 110 000 assinaturas de cidadãos, mais pareceres inéditos de especialistas que demonstram, não só, as enormes fragilidades e deficiências do Acordo Ortográfico, como as consequências gravosas da sua aplicação para diversos sectores da sociedade portuguesa, nomeadamente, na educação e no ensino da Língua Portuguesa.»
No mesmo documento Fagundes Duarte apresentou as seguintes propostas:
Citação: Luiz Fagundes Duarte escreveu: «Assim, preocupado com o facto de o conteúdo técnico do Acordo Ortográfico conter erros graves que foram amplamente detectados, inventariados e comentados por especialistas conceituados, e não pondo em causa a justeza e a efectividade do Acordo que prevê a adopção, por todos os países da CPLP, de uma ortografia única para a Língua Portuguesa, recomendo ao Governo:
1. Que constitua uma Comissão Nacional, formada por personalidades representativas das comunidades académicas, científicas, literárias e profissionais, que proceda a uma revisão do texto do Acordo Ortográfico, no sentido de o expurgar dos erros que contém.
2. Que leve na devida conta, para todos os efeitos, o parecer final que vier a ser emitido por essa Comissão Nacional.
3. Que desenvolva os contactos com os restantes países da CPLP, no sentido de ficar devidamente salvaguardada, para memória futura e pela parte Portuguesa, a responsabilidade científica do texto do Acordo Ortográfico.»

## Objectivos substantivos da petição
Em documento clarificativo enviado ao Presidente da Comissão de Ética, Sociedade e Cultura em Junho de 2008, Vasco Graça Moura, na qualidade de 1.º peticionante, precisou os objectivos substantivos da petição:
1. correcção das inúmeras imprecisões, erros e ambiguidades do texto actual;
2. eliminação das facultatividades, ou grafias facultativas, nele previstas ou por ele tornadas possíveis, nos domínios do H inicial (Base II), das consoantes mudas (Base IV), da acentuação (Bases VIII-XI) e das maiúsculas e minúsculas (Base XIX);
3. reposição da questão das consoantes mudas (Base IV) nos precisos termos do Acordo de 1945;
4. explicitação de regras claras para a integração na ortografia portuguesa de palavras de outras línguas dos PALOP, de Timor e de outras zonas do mundo em que se fala português, dado que o texto do Acordo de 1990 é omisso nesta matéria;
5. elaboração dos vocabulários ortográficos a que se refere o Art.º 2.º do Acordo de 1990 (por instituições idóneas e com base em debate científico sustentado), e nos termos do mesmo, uma vez que são conditiones sine quibus non para a entrada em vigor de qualquer convenção desta natureza;
6. realização de estudos sobre o impacto real das vinte e uma bases do Acordo de 1990 no vocabulário do português europeu tendo em conta a frequência dos vocábulos, a existência de vocabulários de especialidade e acautelando a necessidade imperiosa da normalização terminológica;
7. elaboração de estudos e pareceres sérios sobre as consequências no médio e no longo prazo da entrada em vigor do Acordo Ortográfico nos vários sectores afectados nas sociedades que seguem a norma ortográfica euro-afro-asiático-oceânica;
8. posição clara do Ministério da Educação sobre esta matéria (baseada em pareceres técnicos de entidades idóneas), que afectará nas próximas décadas o ensino da língua portuguesa, e, por decorrência, de todas as outras disciplinas;
9. revisão e renegociação do Acordo Ortográfico;
10. imediata suspensão da sua aplicabilidade, independentemente da ratificação ocorrida em 1991 e da eventual ratificação do Protocolo Modificativo de 2004.

## Os signatários da petição
- Ana Isabel Buescu
- António Emiliano
- António Lobo Xavier
- Eduardo Lourenço
- Helena Carvalhão Buescu
- Jorge Morais Barbosa
- José Pacheco Pereira
- José da Silva Peneda
- Laura Bulger
- Luiz Fagundes Duarte
- Maria Alzira Seixo
- Mário Cláudio
- Miguel Veiga
- Paulo Teixeira Pinto
- Raul Miguel Rosado Fernandes
- Vasco Graça Moura
- Vítor Manuel Aguiar e Silva
- Vitorino Magalhães Godinho
- Zita Seabra